# Gábor Egressy
Gábor Egressy (11 de fevereiro de 1974) é um ex-futebolista profissional húngaro que atuava como meia.

## Carreira
Gábor Egressy representou a Seleção Húngara de Futebol nas Olimpíadas de 1996.